# Iota Leporis
Iota Leporis (3 Leporis) é uma estrela na direção da constelação de Lepus. Possui uma ascensão reta de 05h 12m 17.89s e uma declinação de −11° 52′ 08.9″. Sua magnitude aparente é igual a 4.45. Considerando sua distância de 241 anos-luz em relação à Terra, sua magnitude absoluta é igual a 0.11. Pertence à classe espectral B8V.